# Olivuccio di Ciccarello
Olivuccio di Ciccarello (Camerino, env. 1360/65 - Ancône, 1439) est un peintre italien du gothique tardif et qui fut actif dans la région des Marches entre la fin du trecento, début du quattrocento.

## Biographie

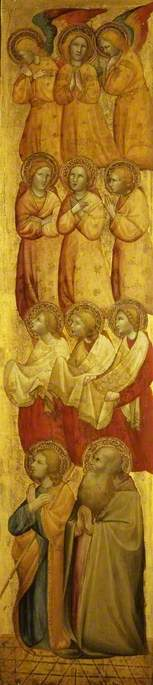
Saint Jean et saint André avec Neuf anges, Fitzwilliam Museum de Cambridge.

Olivuccio di Ciccarello est né à  (Camerino vers 1360. Il est un représentant  de l’École d’Ancône, active entre le XIVe et XVe siècles dans le milieu gothique tardif ; contemporain de Gentile da Fabriano, avec lui opérèrent Giambono di Corrado da Ragusa, son fils adoptif, et Bartolomeo di Tommaso da Foligno[1][6]. 
Son lien avec la ville dorique est attesté par le fait que la plupart de ses œuvres soient conservées à Ancône ou proviennent de cette ville ; en outre, dans le document attestant la commission pour la fresque dans la Santa Casa di Loreto, Olivuccio s’appelle : Magister Alegutius Cicarelli de Ancona.
Le parcours artistique d’Olivuccio s'étend du gothique (les références furent probablement les œuvres de Giotto di Bondone à Assise, Simone Martini et Ambrogio Lorenzetti) pour arriver ensuite à des formes typiques du gothique international.

En 1390, «Alevutio Ceccharelli de Camerino nunc abitatori Ancone» était documenté dans cette ville aux côtés du peintre Monaldo di Antonio da Ancona, qui se déclarait son collaborateur pour les deux années qui venaient de s’écouler.
Cela implique qu’il avait installé sa propre boutique dans la capitale des Marches depuis au moins 1388, et qu’il était désormais un artiste autonome et affirmé.
Un deuxième acte de 1390 le définit également comme « de Racaneto », signe peut-être de la fréquentation de cette seconde localité. L’année suivante, Olivuccio est libéré d’une caution prêtée à son collègue Antonio da Lucca  : ces prestations étant obligatoirement effectuées à un âge mûr, La date de naissance du peintre est donc antérieure à 1366.
Il est probable que dans les années 1390, Ciccarello ait travaillé non seulement à Ancône mais également dans les Marches septentrionales
C’est ce que semble prouver la Croix de Macerata Feltria, à l’origine dans l’église de San Francesco, comme l’atteste la représentation du saint séraphique aux pieds de Jésus.
Ce dernier provient du même siège, où l’artiste marchisan laissa aussi une fresque fragmentaire avec l’image de Saint François, l’Annonciation de la Galerie nationale des Marches à Urbino, réalisée pour des raisons stylistiques à l’approche de la Croix.
Il est mort à Ancône en 1439 et est enterré dans l’église de San Francesco alle Scale de la même ville.

## Histoire d’une attribution

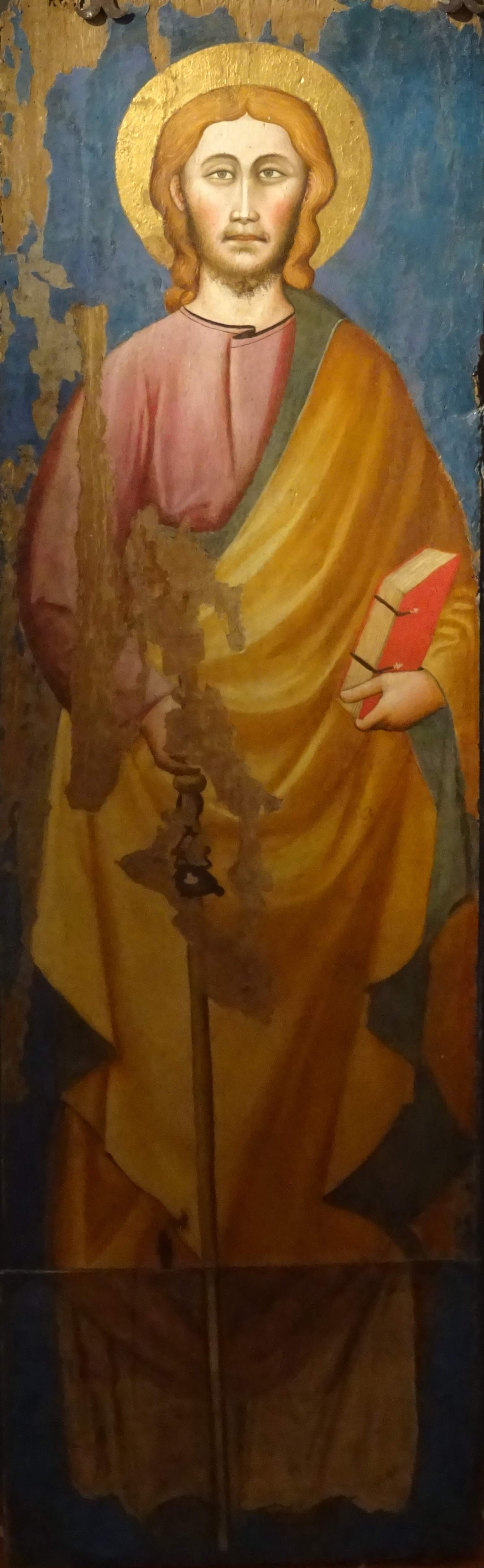
Saint Jacques le Majeur, 1380, Olivuccio da Ciccarello, musée diocésain d'Ancône

Olivuccio di Ciccarello est un artiste de l'école picturale tardo-gothique qui a œuvré dans la ville d'Ancône entre le XIVe et le XVe siècle.

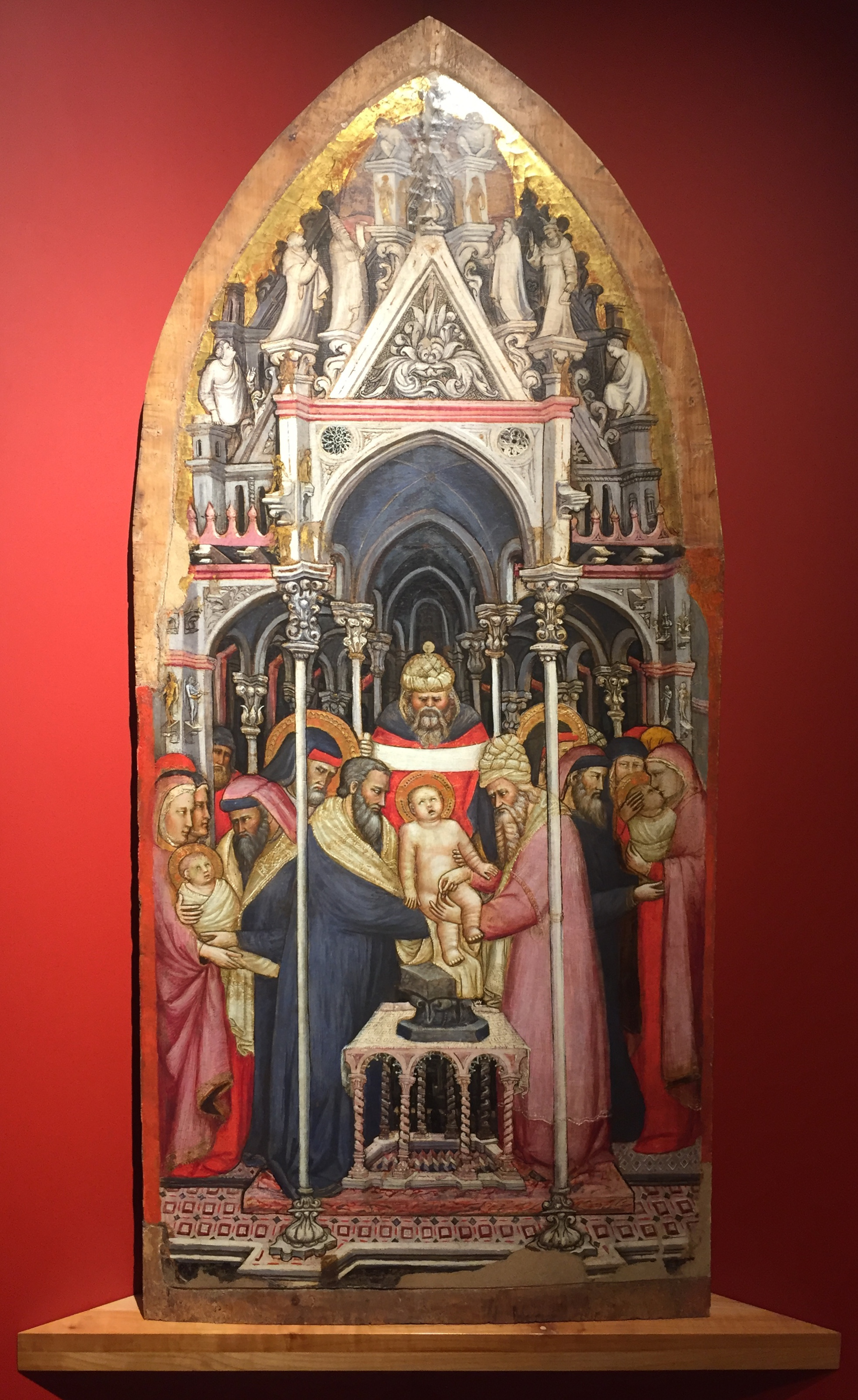
La Circoncision d'Olivuccio da Ciccarello - Musée Podesti d'Ancône - Tempera sur bois de peuplier - faisait anciennement partie d’un triptyque (l’arrivée au temple / la circoncision / le départ)

D’Olivuccio da Ciccarello, jusqu’en 2002, on ne connaissait pratiquement rien hormis son nom et l’importance supposée de son œuvre, déduite du fait que le duc de Milan Philippe Marie Visconti lui avait commandé en 1429 la décoration à fresque (avec le thème Adoration des Mages) pour la Sainte Maison de Lorette.

En 2002, à l'occasion de l'exposition « Quattrocento marchigiano a Camerino, », le chercheur Matteo Mazzalupi a fait une nouvelle interprétation de l'écrit daté de 1396, sur une peinture sur bois conservé dans l'église San Michele Arcangelo à Macerata Feltria : 
ce qui était lu :  ALV......DECI..CARELLU DA CAMERINO PIN...  a été réinterprété comme : ALVUCCIU DE CICCARELLU DA CAMERINO PINXIT 
En effet, sur le Crucifix de 1396 conservé à Macerata Feltria, la signature  avait été lue comme Carolus, à la suite d'une intuition de l’historien de l’art Matteo Mazzalupi, se révéla être en réalité Ciccarellus.
L’œuvre fut ainsi ramenée à son véritable auteur : Olivuccio da Ciccarello.
En conséquence de quoi, l'ensemble des œuvres qui avaient été attribuées au peintre Carlo da Camerino, parce qu’elles possédaient des analogies stylistiques avec le Crucifix, unique œuvre signée, furent finalement attribuées à Olivuccio di Ciccarello.
Carlo da Camerino s’avéra être ainsi une figure fictive, au point d’être défini par Mazzalupi comme « le peintre inexistant » , tandis qu’Olivuccio da Ciccarello, peintre dont le nom était connu mais à qui n’était attribue jusque-là aucune œuvre, fut reconnu l’auteur de l’ensemble des peintures.

## Compléments historiques de l’attribution de 2002

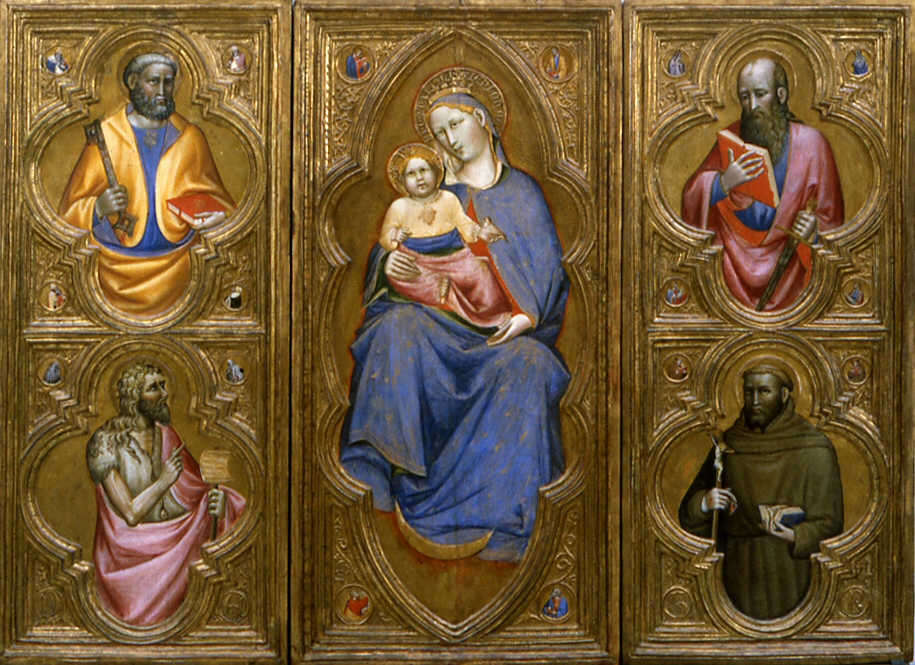
Olivuccio di Ciccarello da Camerino - Madone à l'Enfant avec Saints Pierre, Paul, Jean-Baptiste, et François - Walters Art Museum de Baltimore

L’identité globale d’Olivuccio da Ciccarello est donc le fruit récent de la philologie historique et artistique, qui a éclairci la confusion, qui a duré pendant plus d’un demi-siècle, avec la figure de l’"inexistant" Carlo da Camerino.
Au début du XXe siècle, la connoisseurship internationale s’exerça dans l’attribution de certaines œuvres au soi-disant Maître d’Ancône, ainsi nommé par Osvald Sirén en 1933.
En 1935, Cesare Brandi interprète la signature apposée sur la croix de l’église de San Michele Arcangelo à Macerata Feltria, datée de 1396, comme «Carolu[s] da Camerino pi[nxit]».
C’est Federico Zeri (en 1948) qui relie à Carlo da Camerino l’Annonciation de la Galerie nationale des Marches à Urbino, puis un grand groupe de peintures.
Dans les décennies qui suivirent, la critique ajouta d’autres numéros au catalogue (Boskovits, 1977), en arrivant au cadrage progressif d’un artiste actif à la fin du XIVe siècle sur le territoire d’Ancône, bien que jamais documenté dans les Marches et dont il n’y avait pas de témoignages dans la ville d’origine, 
C'est dans les années très antérieures à la naissance de cette figure, que certains érudits de la région des Marches avaient récupéré diverses informations sur Olivuccio di Ceccarello, connu pour une fresque perdue réalisée en 1429 dans la basilique de Loreto et pour son activité à Ancône, grâce au travail d'archives d’Antonio Gianandrea (1890-1893).
Dans la seconde moitié du XXe siècle, la dichotomie grandit entre la personnalité étiquetée comme Carlo (Carolus) et le peintre sans œuvres Olivuccio : à ce dernier, parfois considéré comme un épigone possible du premier artiste, sont attribuées quelques peintures proches par style à Carlo, mais hypothétiquement d’une autre main.

### Œuvres de la Miséricorde (conservées au Vatican)

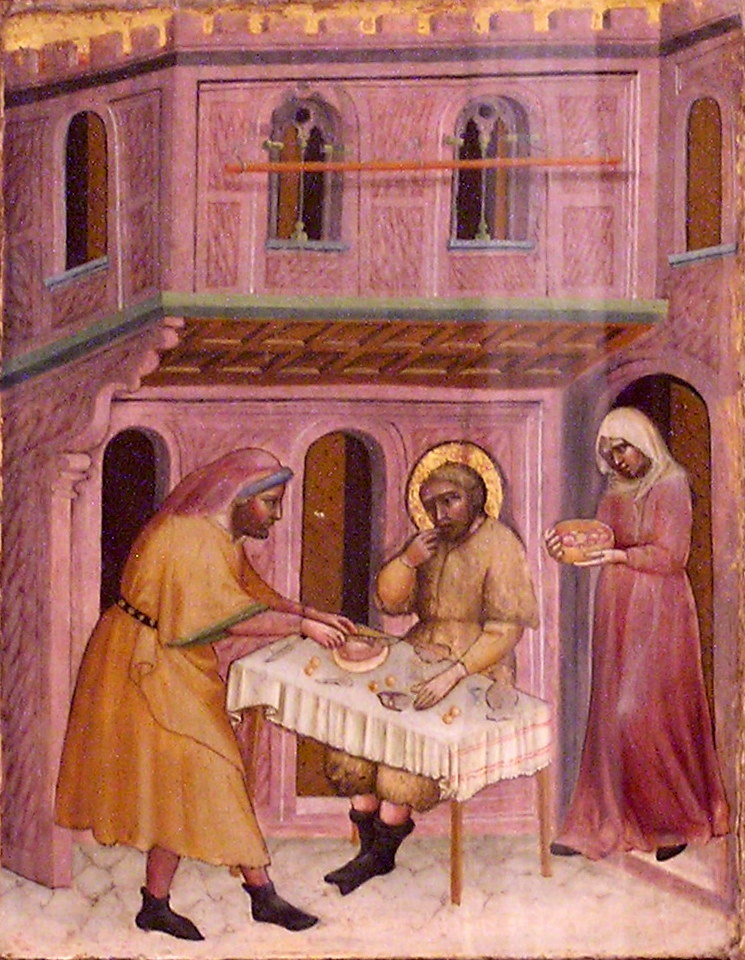
Donner à manger aux affamés
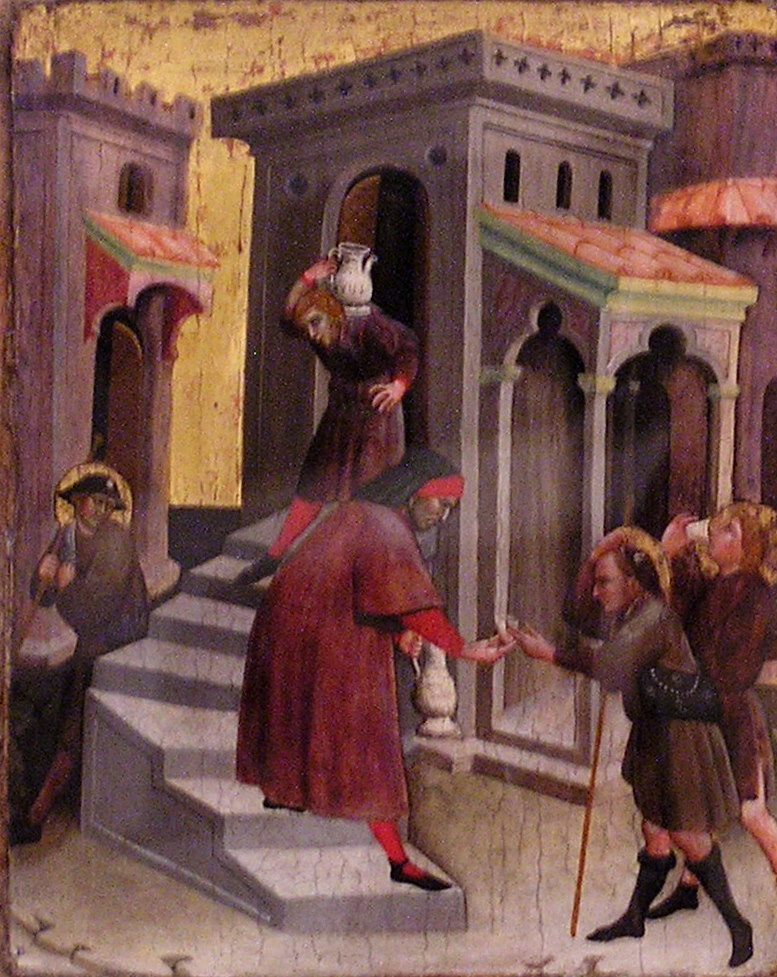
Donner à boire aux assoiffés
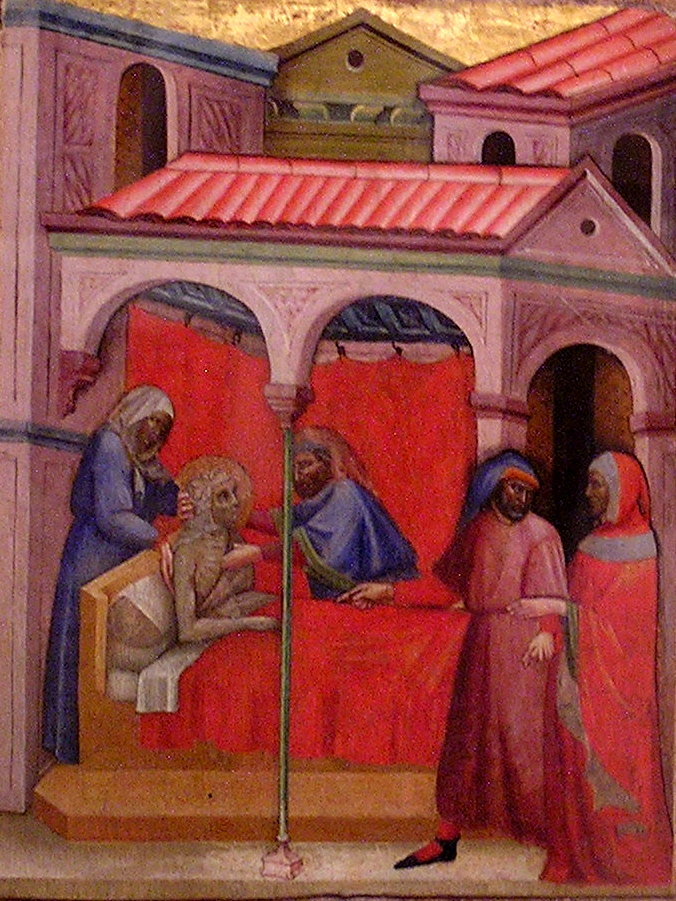
Donner du réconfort aux malades
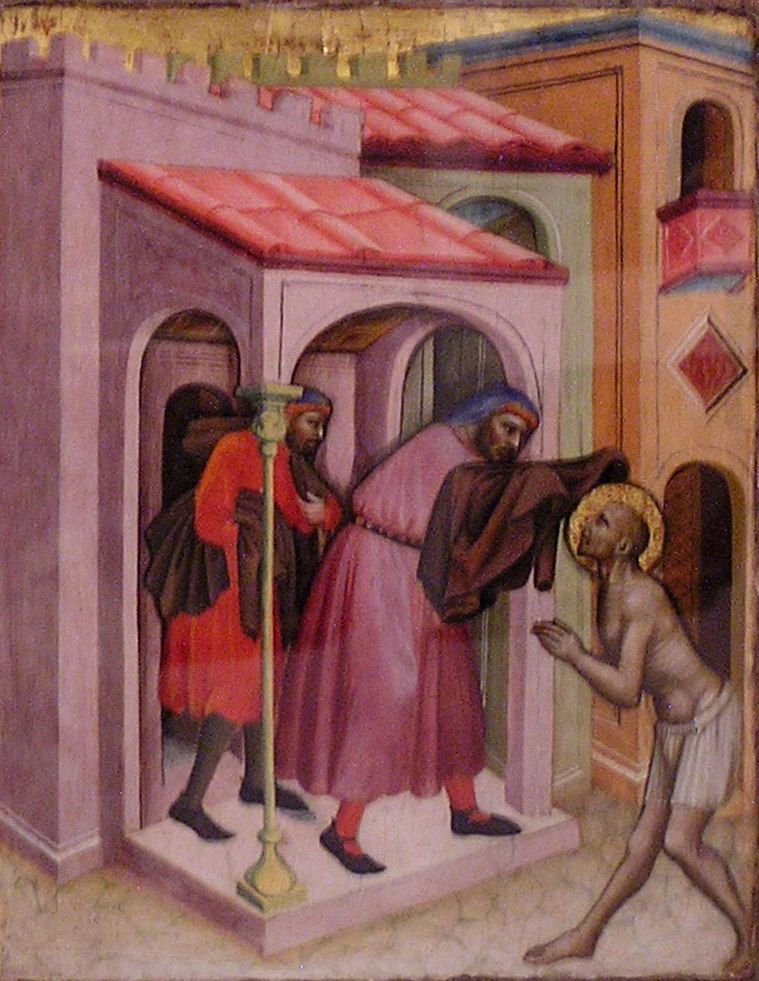
Vêtir les dénudés
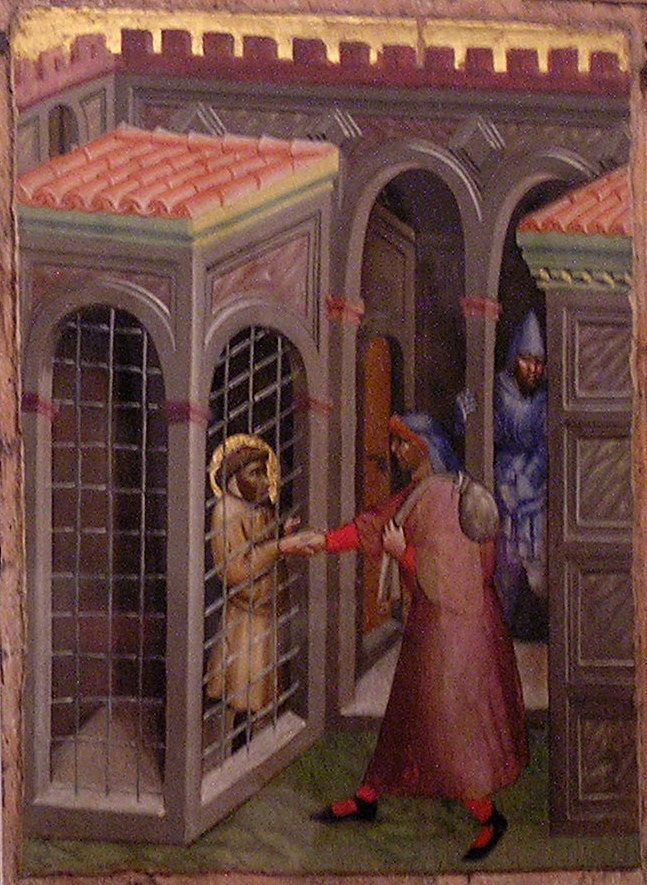
Visiter les prisonniers
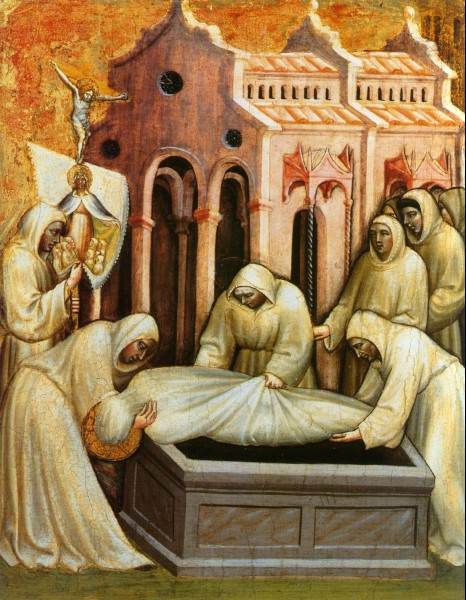
Enterrer les morts

## Style gothique international marchesan

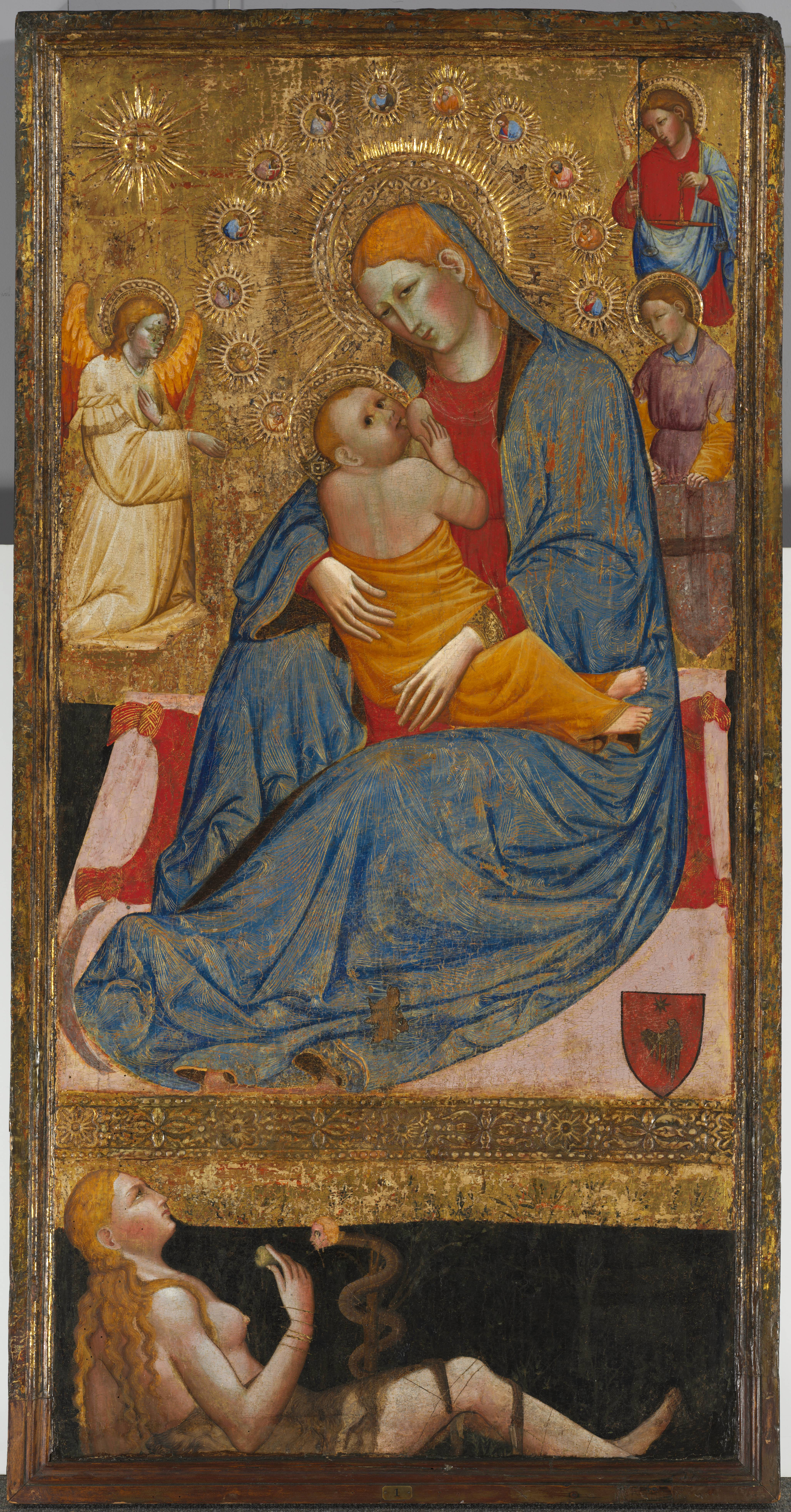
Madone de l’Humilité avec la tentation d’Ève, Olivuccio da Ciccarello, Cleveland Museum of Art

Diverses contaminations culturelles, synthétisées dans un style très original, isolent la peinture des Marches au seuil du gothique international : le langage d’Olivuccio se caractérise par la définition pointue et nette des contours, De là, souvent soulignée par une ligne sombre marquée, par des sigles un peu aigres et pointus qui accentuent la charge pathétique des figures, pour le fort relief du clair-obscur et pour l’atmosphère icastique, parfois presque irréelle, assumée par les images.
La menuiserie de la Croix implique des relations précises avec les techniques de construction propres au domaine entre la Romagne et le nord des Marches, en particulier avec les peintres de Rimini du XIVe siècle, souvent mentionnés comme des précédents, même formels, de la physionomie révélée par le maître.
D’autres noms ont été évoqués, de Pietro Lorenzetti aux artistes émiliens du XIVe siècle, pour expliquer la formation d’Olivuccio da Ciccarello, qui a dû se dérouler entre la huitième et la neuvième décennie du trecento.
Importante doit avoir été l’influence d’Andrea de' Bruni selon Federico Zeri, actif dans la zone d’Ancône entre les années 1360 et 1370, dont l’artiste reprend quelques morphologies et expédients techniques (le traitement à colombages de la feuille d’or dans la Croix de Macerata Feltria). Mais le cliché qualitatif visible dans les œuvres citées et la fraîcheur des inventions qui y sont proférées semblent également postuler la connaissance de certains des principaux protagonistes du XIVe siècle émilien, peut-être même de Vitale de Bologne. Les protagonistes de l’Annonciation d'Urbino montrent les dettes avec les chiffres pointus et captieux du Maître de Campodonico, actif dans la zone de Fabriano.

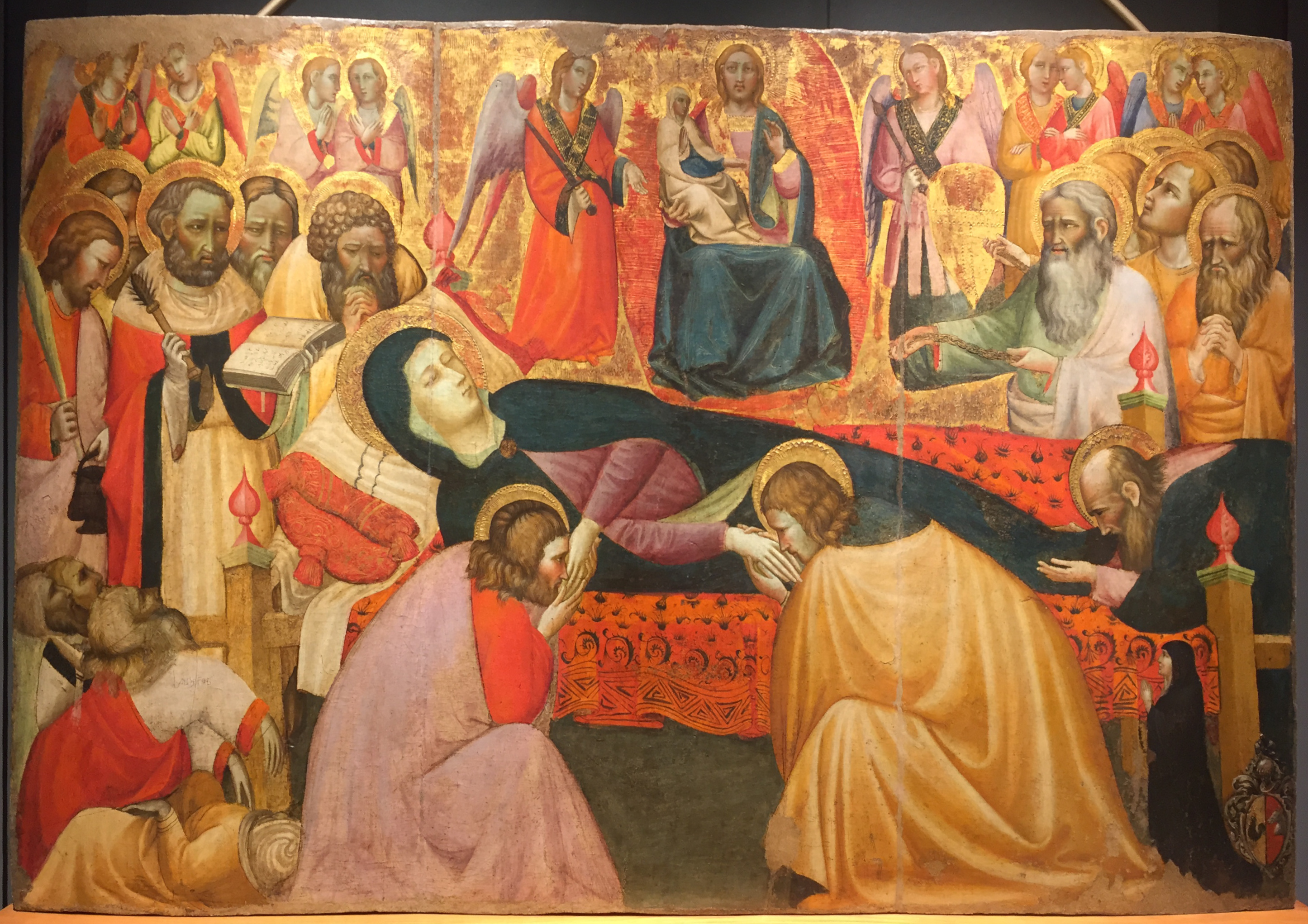
Dormitio Virginis d'Olivuccio da Ciccarello - Tempera sur bois. Pinacothèque Podesti d'Ancône

L’activité d’Olivuccio au nord d’Ancône est également étayée par la Vierge à l’Enfant sur le trône et la Crucifixion de Mondavio, centre d’un polyptyque à deux ordres (pour le reste inconnu) peint vraisemblablement pour l’église locale de Saint François. L’inscription au pied de la Vierge a été déchiffrée comme « Aleucio h(oc) f(ecit) MCC[C]C »
L’activité du peintre dans cette localité a été liée à la nomination, en 1391, de Filippo degli Onorati da Camerino comme représentant de Pandolfo III Malatesta.
Il a pu y jouer un certain rôle, indépendamment de sa commission effective de l’œuvre, due au couple de donateurs représenté en bas.
Le tableau montre une nouvelle confluence avec les modes de Giovanni di Corraduccio da Foligno, également présent dans les Marches centrales, auquel a été attribuée la Crucifixion apicale. La qualité douce et délicatement claire des plis du manteau de Marie se confronte aux mêmes détails de la précédente Annonciation de Macerata Feltria et d’une Vierge allaitante l’Enfant (Newark, collection Alana) récemment attribué à la dernière période d’Andrea de' Bruni, comme preuve de l’influence exercée par le maître émilien dans le style d’Olivuccio.
Le relief de la présence de ce dernier dans les territoires des Malatesta et de Feltreschi est ensuite illustré par des œuvres comme une fresque peu connue représentant Saint Antoine abbé du Musée civique de Galeata, dans les Apennins de Forli, qui révèle des façons proches de la sienne.

## Œuvres

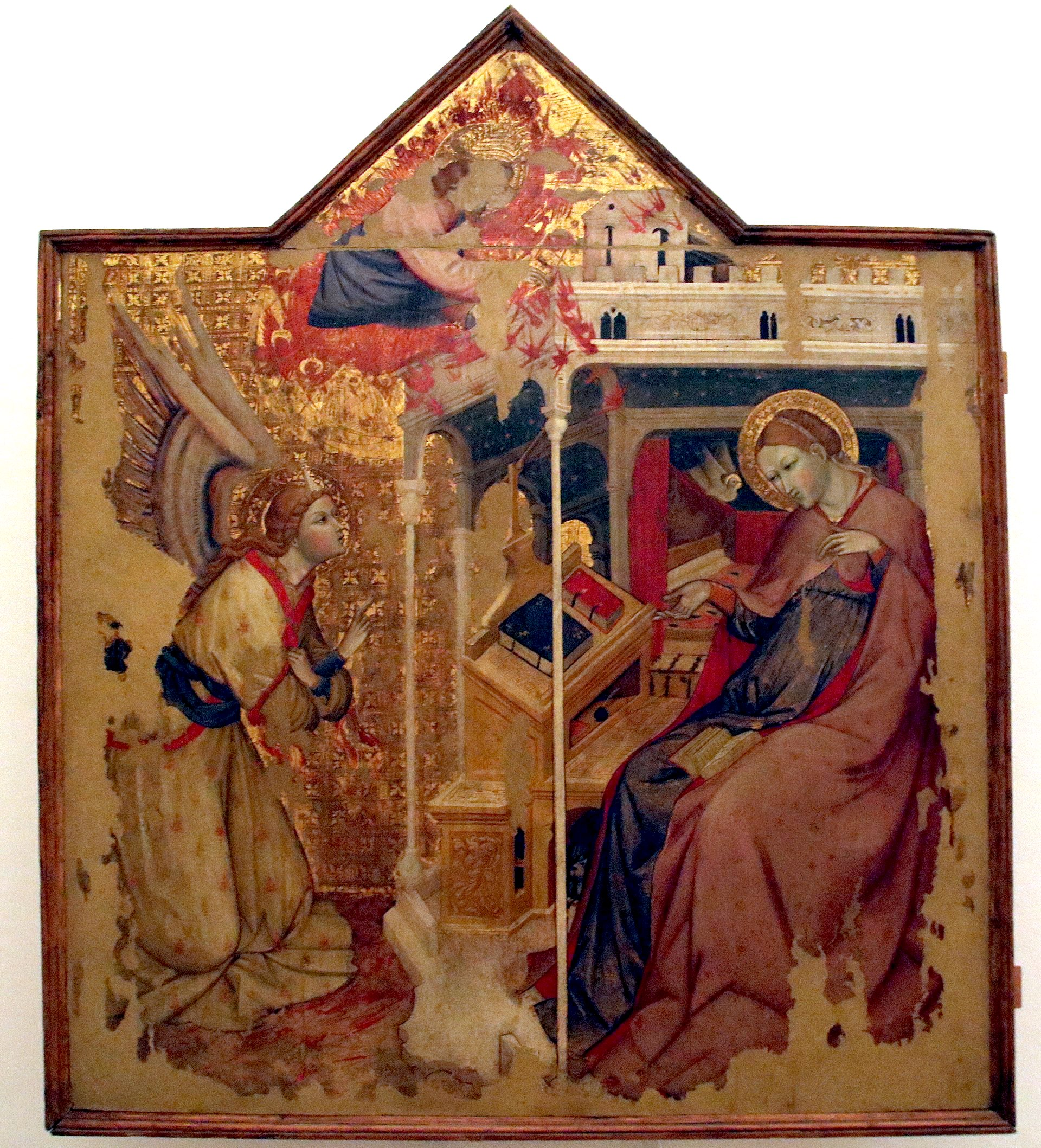
Annonciation d’Olivuccio da Ciccarello, Galleria Nazionale delle Marche, Urbino

La chronologie des œuvres d’Olivuccio oscille entre quelques moments d'interruption, notamment en raison des passages de style pas toujours sensibles le long d’un itinéraire artistique non bref.
Les peintures déjà reliées à Carlo da Camerino ont été pour la plupart regroupées au cours des vingt dernières années du XIVe siècle.
A été ressentie par la suite la nécessité de modifier la datation des peintures attribuées à Olivuccio aux années Vingt-Trente du XVe siècle, mais récemment certains résultats ont été re-situées aux limites du XIVe siècle.

Parmi les propositions de datation antérieure à 1396 qui semblent les plus stimulantes, on signale celles relatives à deux tables du Musée diocésain d’Ancône.

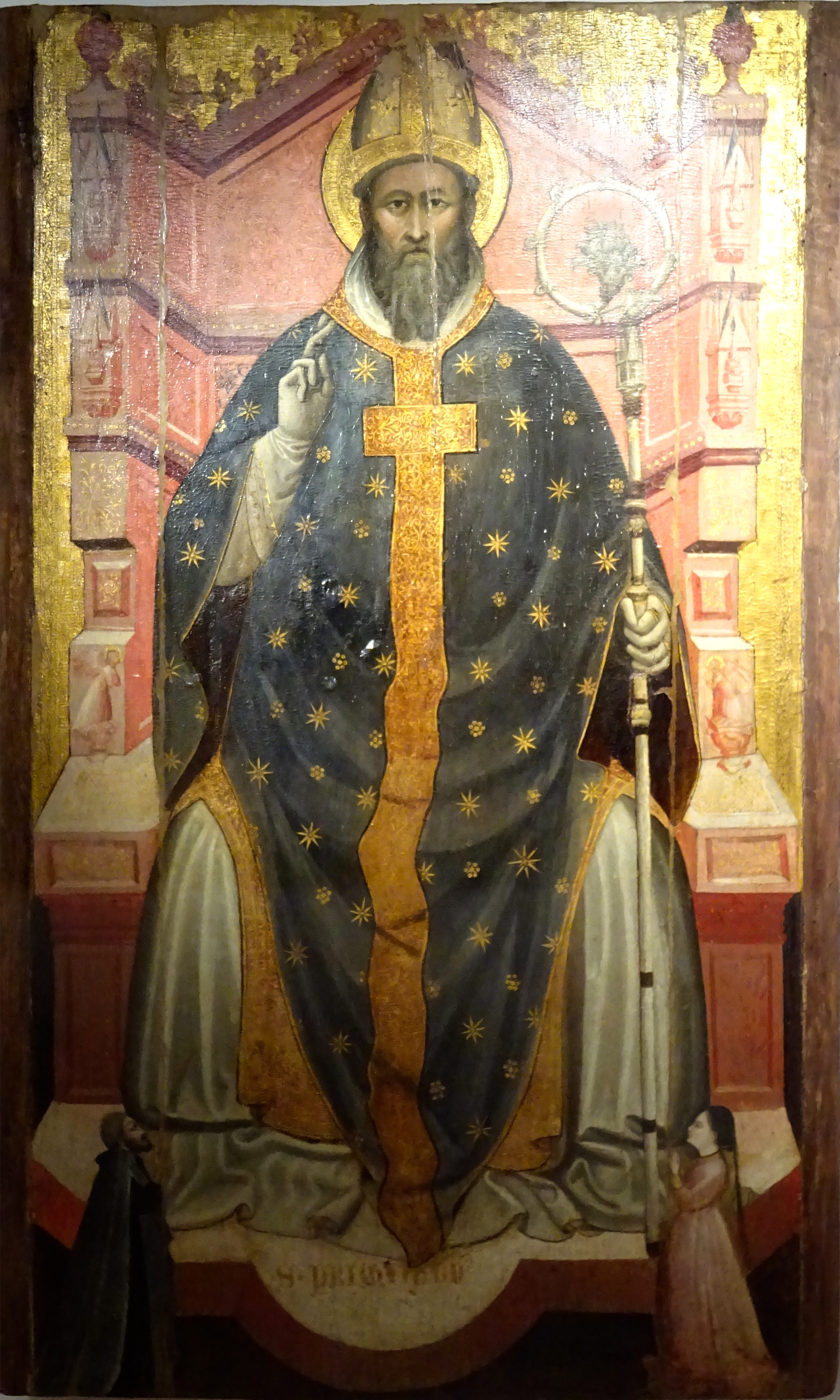
San Primien, Evêque et Commanditaire, 1376, olivuccio da Ciccarello, Musée diocésain d'Ancône

Le Saint Primien et deux commanditaires, que déjà Gianandrea (1890) spéculait de la main d’Olivuccio, provient de l’église éponyme et, selon Marina Massa, il pourrait avoir appartenu à l’ancienne église de Santa Maria in Turriano, où les restes du saint évêque ont été retrouvés en 1373.
Plus incertain est l’emplacement chronologique du Saint Jacques le Majeur, peut-être un retable de pilier dans la cathédrale de San Ciriaco d'Ancône, qui présente comme la précédente peinture une configuration frontale rigide de goût du XIVe siècle, dépourvue de l’élégance rythmique et nerveuse visible dans les deux œuvres de Macerata Feltria.
Parmi les premiers résultats de Olivuccio, on peut également placer la dépérite Madone de l’Humilité de l’Art Institute de Chicago, soit pour la déférence aux modèles d’Andrea de' Bruni, soit pour la typologie du support : la silhouette à archets, doublés d’un poinçonnage élaboré, dérive des prototypes de Vitale de Bologne. L’autel du Taft Museum de Cincinnati, représentant la Vierge à l’Enfant sur le trône parmi les saints et les anges, est un exemple du goût pour le gothique tardif du peintre dans la sculpture de la charpenterie, en accord avec les inclinations de Lorenzo Salimbeni en 1400.
En 1395, l’aménagement du chœur en bois de l’église de Sant'Agostino à Recanati a été conclu, un événement qui se rattache probablement à la commission importante du cycle de fresques réalisé par Olivuccio dans la tribune, qui par style semble postérieur aux travaux pour Macerata Feltria (De Marchi, 2008).
Il est possible que les travaux se soient prolongés jusqu’aux environs des années 1400, justifiant ainsi aussi bien les relations avec les oeuvres suivantes que les accents «internationaux»  évidents dans certaines parties. Les peintures, représentant Histoires de Marie, évangélistes et docteurs de l’Église, ainsi qu’une imposante image de S. Agostinomaestro de l’ordre déjà dans le mur du fond, sont partiellement encore in situ; de larges portions détachées sont exposées dans le Musée civique de Recanati et d’autres, Perdues, elles sont attestées par une aquarelle de la fin du XIXe siècle.

## L’Adoration des Mages  pour la Sainte Maison de Lorette
Une de ses plus importantes œuvres, aujourd'hui perdue, est l'Adoration des Mages, commissionnée en 1429 par le duc de Milan Philippe Marie Visconti pour  la Sainte Maison de Lorette.
L’œuvre n’est plus visible parce que masquée par la décoration en marbre dessinée par Bramante ou détruite.

## Œuvres
Ses œuvres ont subi une dispersion et sont maintenant exposées dans les musées de différents pays du monde : en Italie (à Ancône, Macerata Feltria, Camerino, Recanati, Fermo, Urbino, Mondavio, Rome, Bergame et Milan), dans d’autres villes européennes (à Strasbourg, Cambridge, Stockholm, Zagreb), sur le continent américain (à Baltimore, Cleveland, Santiago du Chili).

### Dans les Marches
Bon nombre de ses œuvres sont conservées à Ancône et dans la région des Marches : Macerata Feltria, Camerino, Recanati, Fermo, Urbino, Mondavio :   
- Annonciation, Galerie nationale des Marches, Urbino
- Vierge à l'Enfant (1400), tempera sur bois, Mondavio.
- Crucifix (1396), église San Michele Arcangelo, Macerata Feltria.
- Dormitio Virginis, tempera sur bois de 113 × 170 cm, Pinacothèque civique Francesco Podesti, Ancône.
- Vierge de l'humilité, avec les anges, tempera sur bois de 73 × 51 cm, Pinacothèque civique Francesco Podesti, Ancône.
- Circoncision, tempera sur bois, Pinacothèque civique Francesco Podesti, Ancône.

- Histoires évangéliques  (fragments de fresques), Recanati (MC), église de Sant'Agostino. (Annonciation, Annonciation aux pasteurs, Saints et prophètes, Redempteur bénissant)

### En Italie
Hors de la région des Marches, l’on trouve de ses peintures aux musées du Vatican :  
- Madone à l’Enfant vénérée par un confrère blanc, (1410-1420), Pinacothèque Vaticane, (provenance d'Ancône, église de la Miséricorde)
- Œuvres de miséricorde, tempera sur bois, (1410-1420), Rome, Pinacothèque vaticane (provenance d'Ancône, église de la Miséricorde[21]
  - Donner à manger aux affamés
  - Donner à boire aux assoiffés
  - Visiter les infirmes
  - Habiller les dénudés
  - Visiter les prisonniers
  - Enterrer les morts

### Hors d'Italie
Hors d’Italie, des œuvres d’Olivuccio da Ciccarello sont exposées :
- à Strasbourg, au Musée des Beaux-Arts : 
  - Saint François d'Assise, Strasbourg, Musée des Beaux-Arts[22].
- Galerie Grossmayer de Zagreb :
  - Crucifixion, autrefois généralement attribué à l'École ancônitaine.
- au Musée Fitzwilliam de Cambridge :
  - Saint Jean l’évangéliste et saint André avec Neuf anges,
  - Saint Pierre, Saint Paul et neuf anges,
- au Musée national de Stockholm : 
  - Couronnement de la Vierge
- au Walters Art Museum de Baltimore :
  - Triptyque
- au Musée d’Art de Cleveland :
  - Vierge de l'humilité, trois archanges, douze apôtres, et la tentation d’Ève.
- Santiago, Collection Alana
  - Decollazione di S. Giovanni Battista, provenant d'Ancône, église de la Miséricorde.

## Liens
- Peintres nés dans les Marches